# Маккена, Джон

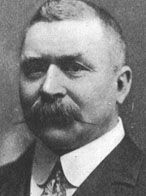
Портрет Джона Маккена

Джон Маккена (англ. John McKenna; родился в 1855 — умер в марте 1936) — северо-ирландский бизнесмен и регбист, ставший первым главным тренером футбольного «Ливерпуля» наряду с Уильямом Барклаем. По политическим убеждениям был тори, принадлежал масонской ложе.

## Биография
Маккена был другом Джона Хоулдинга, у которого «Эвертон» арендовал «Энфилд» для проведения на нём матчей, и остался с Хоулдингом после того, как «синие», рассорившись с арендодателем, решили переехать на «Гудисон Парк». Хоулдинг решил создать новую команду, которая стала бы играть на «Энфилде» и основал футбольный клуб «Ливерпуль». Маккена стал одной из главных движущих сил, которые помогли молодой команде в начале её существования.
Джон начал свою карьеру с того, что работал посыльным в лавке бакалейщика, однако позднее он сумел открыть собственное дело, а со временем стал и футбольным болельщиком, постоянно приходившим на «Энфилд» ещё до того, как его покинул «Эвертон». После создания нового клуба он занял в нём пост «тренера-менеджера» и использовал свои связи в Глазго, чтобы найти игроков для «Ливерпуля» (в их числе Дункан Маклин, Джеймс Макбрайд, Малькольм Маквин, Хью Маккуин, Мэтт Маккуин, Джон Маккартни и Джо Маккуи).
Именно Маккена телеграфировал в офис Футбольной лиги с просьбой принять «Ливерпуль» в её состав. Он никому не сообщил о своём плане, но затея удалась — «Ливерпуль» получил предложение присоединится к Футбольной лиге. 2 сентября 1893 года клуб провёл матч против «Мидслбро Айронополис» и выиграл со счётом 2:0. Первый гол в той игре забил Малькольм Маквин.
Джон был одним из ведущих администраторов в футболе тех лет. В 1902 его избирают в управляющий комитет Футбольной лиги, через 8 лет он становится его президентом. С 1909 по 1919 (за исключением трёх лет войны) он также занимает директорский пост в «Ливерпуле» и должность вице-президента Футбольной ассоциации.
«Честный» Джон отдал более 40 лет «Ливерпулю». На его похоронах 22 марта 1936 года его гроб пронесли по городу три игрока «Эвертона» и три игрока «Ливерпуля». Памятная доска в его честь установлена в фойе «Энфилда».